# Освобождение (Липецкая область)
Освобожде́ние — посёлок Ольшанского сельского поселения Задонского района Липецкой области.
Расположен у западной границы центра поселения села Ольшанец — на противоположном, левом, берегу реки Сновы. В 4 км севернее Освобождения проходит шоссе Задонск — Долгоруково.
Возник о 1920-х годах при совхозе «Освобождение» (отсюда название, которое символизирует освобождение крестьян от каторжного труда с приходом революции).
В 1962—1963 годах архитектор В. М. Попов разработал его проект планировки и застройки. Согласно ему, в центре Освобождения появился широкий бульвар, который протянулся от Сновы на запад. Генплан Освобождения стал одним из первых градостроительным документом по застройки небольших селений Липецкой области.
В названии поселка, вероятно, отразилось желание освободиться крестьян от рабства.

## Население
| 2010 |
| ---- |
| 360  |